# 25e division aéroportée
Pour la division recréée en 1951, voir 25e division d'infanterie aéroportée.
La 25e division aéroportée (25e DAP) est une unité de l'armée de terre française, à dominante infanterie, spécialisée dans le combat aéroporté et l'assaut par air. Constituée à partir de fin 1945, elle sera créée le 1er février 1946 et dissoute en pleine guerre d'Indochine en juin 1948.

## Création et différentes dénominations
- 1er février 1946 : création de la 25e DAP par changement de dénomination de la 25e DI
- juin 1948 : dissolution de la 25e DAP

## Historique des garnisons, campagnes et batailles

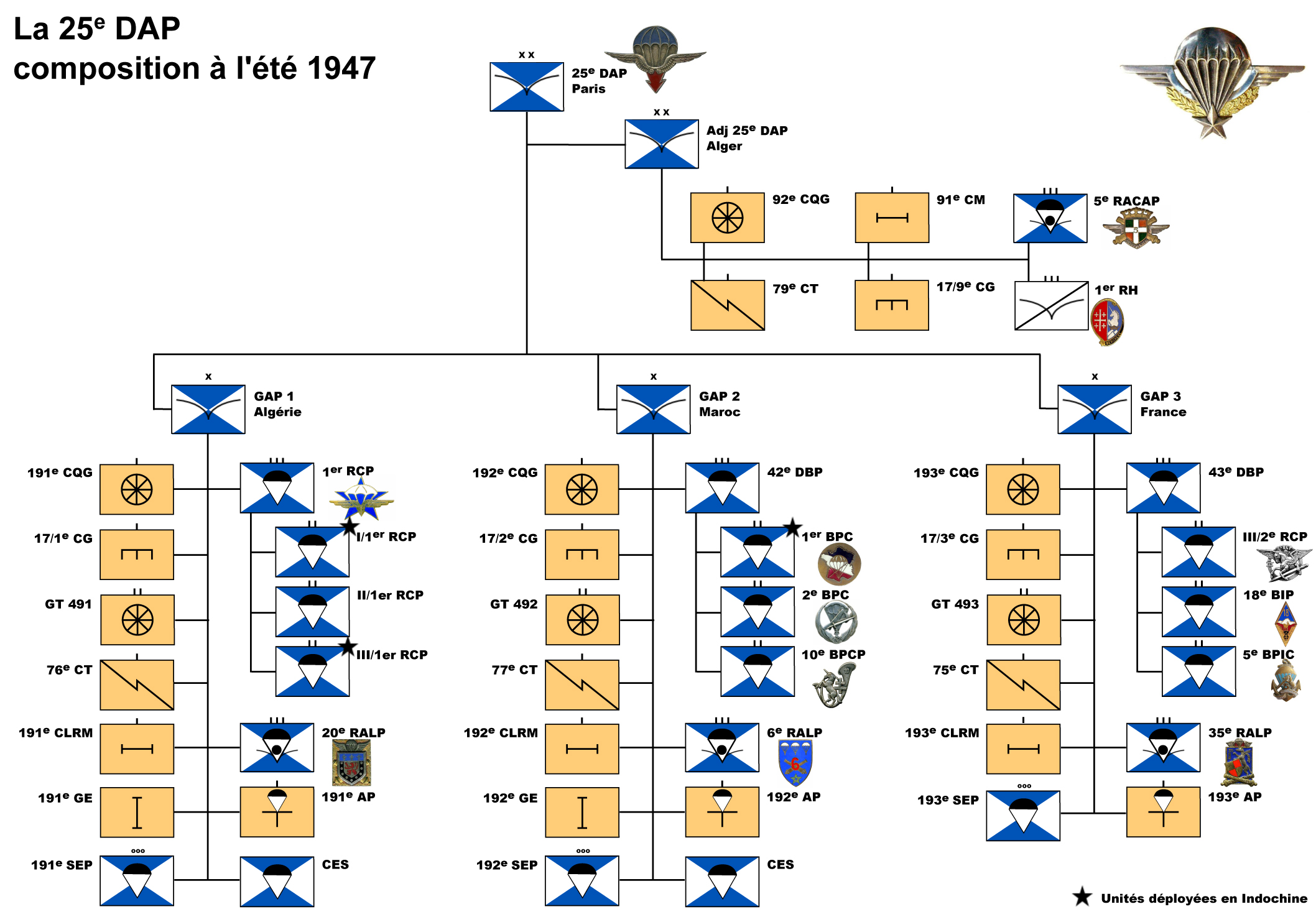
Organigramme de la 25e DAP (été 1947)

À l'issue de la Seconde Guerre mondiale, la France a pour projet de constituer deux divisions aéroportées sur le modèle américain. La première mise sur pied fut la 24e DAP, mais le manque chronique d'effectif se traduira par sa dissolution rapide après seulement trois mois d'existence. L'infanterie de la division et la 24e CEP sont alors transférés à la 25e DI, l’embryon de la nouvelle division aéroportée qui prend son nouveau nom le 1er février 1946.
L'infanterie aéroportée de la division est hétéroclite et est constituée à partir de l'ensemble des unités qui ont combattu à la fin du second conflit mondial. On y retrouve un régiment provenant de l'armée d'Afrique, le 1er RCP, un régiment issu des SAS de la France libre, le 2e RCP qui vient de fusionner avec le 3e RCP et le 4e RIA SAS, et le 1er RICAP qui fait l'amalgame des unités de choc de la 1re Armée (commandos d'Afrique, commandos de France et bataillons de chocs).
Regroupée à sa création dans le sud-ouest de la France avec son PC implanté à Bayonne, la 25e DAP est transférée en avril 1946 en Algérie française en tant que « troupe de souveraineté» afin de prévenir tout risque de soulèvement. Le PC de la division est localisé à Alger puis à Philippeville, le 1er RCP dans la région de Sétif, le 2e RCP dans la région de Constantine entre Philippeville, Bone et Guelma et enfin le 1er RICAP autour d'Alger,.
Dès sa mise sur pied, l'unité souffre de carences à la fois en effectif et en matériel, notamment en moyens de transport aériens constitués exclusivement de Junker, de Dakota et de Languedoc 161 destinés au tractage de planeurs car inaptes au parachutage.
Incapable de se développer suivant les prévisions, la division va subir différentes réorganisations et transferts de souveraineté. Ainsi, en septembre 1946 sont créés trois groupements aéroportés indépendants ou GAP : les GAP 1 et 2 sont des groupements d’intervention, le GAP 3 doit devenir, à terme, le groupement d'instruction. Le commandement de la division est transféré à Pau tandis qu'est nommé un adjoint qui restera en Afrique du nord. Le CETAP de Pau est alors placé sous le commandement du général commandant la 25e DAP. En novembre, l'organisation est à nouveau modifiée. Le centre d'instruction des troupes aéroportées (CETAP) et le 11e bataillon de choc sont alors rattachés à l'inspecteur des TAP qui rejoint Paris.
Enfin, en février 1947, on assiste à la dernière modification de l'unité qui prépare la création du GAP 3 et qui tient compte des prélèvements effectués pour l'Indochine. L'infanterie du GAP 1 est réalisée par le 1er RCP dont deux de ces bataillons sont d'ores et déjà déployés en Indochine, la 42e demi brigade de parachutiste constitue celle du GAP 2, quant au GAP 3, dit d'instruction, il doit comprendre à sa création les 18e BIP, III/2e RCP et 5e BPIC qui constitueront la 43e demi brigade de parachutistes.
En juin 1948, le poids des prélèvements en hommes et en matériel pour l'Indochine française associé à la création, le 1er octobre 1947, de la demi-brigade coloniale de commandos parachutistes destinée aux renouvellement des troupes coloniales parachutistes d'Extrême-Orient ne permettent plus le maintien de la 25e DAP qui est finalement dissoute ainsi que le GAP 2. 

### Guerre d'Indochine
La 25e DAP n'interviendra pas en tant qu'unité constituée en Indochine. Néanmoins de nombreuses ponctions seront réalisées sur ses effectifs afin de constituer les bataillons qui interviendront au sein du Corps expéditionnaire français en Extrême-Orient (CEFEO).
Ce sont d'abord les 1er et 2e bataillons parachutistes de choc, constitués dès février 1946 à partir des 1er et 2e RCP et du 1er RICAP et qui forment le 1er juillet 1946 la demi-brigade parachutiste SAS (DBP SAS) commandée par le colonel Bollardière. Cette unité interviendra principalement dans le sud de l'Indochine de mars 1946 à mars 1951 date à laquelle l'unité est dissoute pour former les Troupes Aéroportées Sud (TAPS).
La demi-brigade de marche parachutiste (DBMP) du Lieutenant-colonel Sauvagnac est la seconde grande unité constituée à partir de la 25e DAP. La DBMP, composée des premier et troisième bataillons du 1er RCP et du 1er BPC, interviendra quant à elle dans le nord de l'Indochine entre janvier 1947 et février 1949, date à laquelle les derniers éléments du I/1er RCP sont rapatriés.

### Intervention à Madagascar
En avril 1947, une compagnie est constituée à partir du GAP 2 et principalement du 2e choc. Elle prend le nom de 6e compagnie de marche parachutiste et intervient à Madagascar dès le milieu du mois. Renforcée en juin, la compagnie aux ordres du chef de bataillon Ducournau, interviendra jusqu'à mi novembre.

## Chefs de corps

### De la division
- 1945 - 1946 : général Bonjour
- 1946 - 1948 : général Demetz

### Des grandes unités subordonnées
- Adjoint : général Lecoq[15]
- GAP 1 : commandant Noiret[15]
- GAP 2 : colonel Brissaut-Demaillet[15]
- GAP 3 : lieutenant-colonel Bastiani[15]
- 42e demi-brigade : colonel Vergoz[15]
- 43e demi-brigade : colonel Ailleret[15]

## Sources et bibliographie
- Collectif, Histoire des parachutistes français, Société de Production Littéraire, 1975.
- Jacques Sicard, « Les bataillons de choc (1945-1963) », Hommes de guerre no 21, 1989,  (ISSN 0986-3222).
- Clément Narme, La 25e DAP : l’expérience du modèle divisionnaire en France aux lendemains de la Seconde Guerre mondiale (1945-1948) - Mémoire de Master 2 - 2013 - Version numérique accessible via ce lien.
- Eric Adam et Patrice Pivetta, Les paras français en Indochine - 1945-1954, Édition Histoire et Collection, 2009 -  (ISBN 978-2-35250-094-0)